# Juan José Teves Lazo
Juan José Teves Lazo fue un político peruano. 
Nació en el Cusco, Perú, el 14 de abril de 1900.
Fue elegido diputado por la provincia de Canchis en 1939 con 1222 votos como candidato independiente en las elecciones que ganó Manuel Prado Ugarteche a la presidencia de la república. Fue reelegido como diputado por el departamento del Cusco en 1950 durante el gobierno de Manuel A. Odría con 13804 votos preferenciales a nivel departamental. En 1963 también logró la diputación por el Partido Aprista Peruano durante el primer gobierno de Fernando Belaúnde.
Falleció en Lima, Perú, el 10 de febrero de 1980.